# Leersia japonica
Leersia japonica là một loài thực vật có hoa trong họ Hòa thảo. Loài này được (Honda) Honda mô tả khoa học đầu tiên năm 1930.

## Hình ảnh

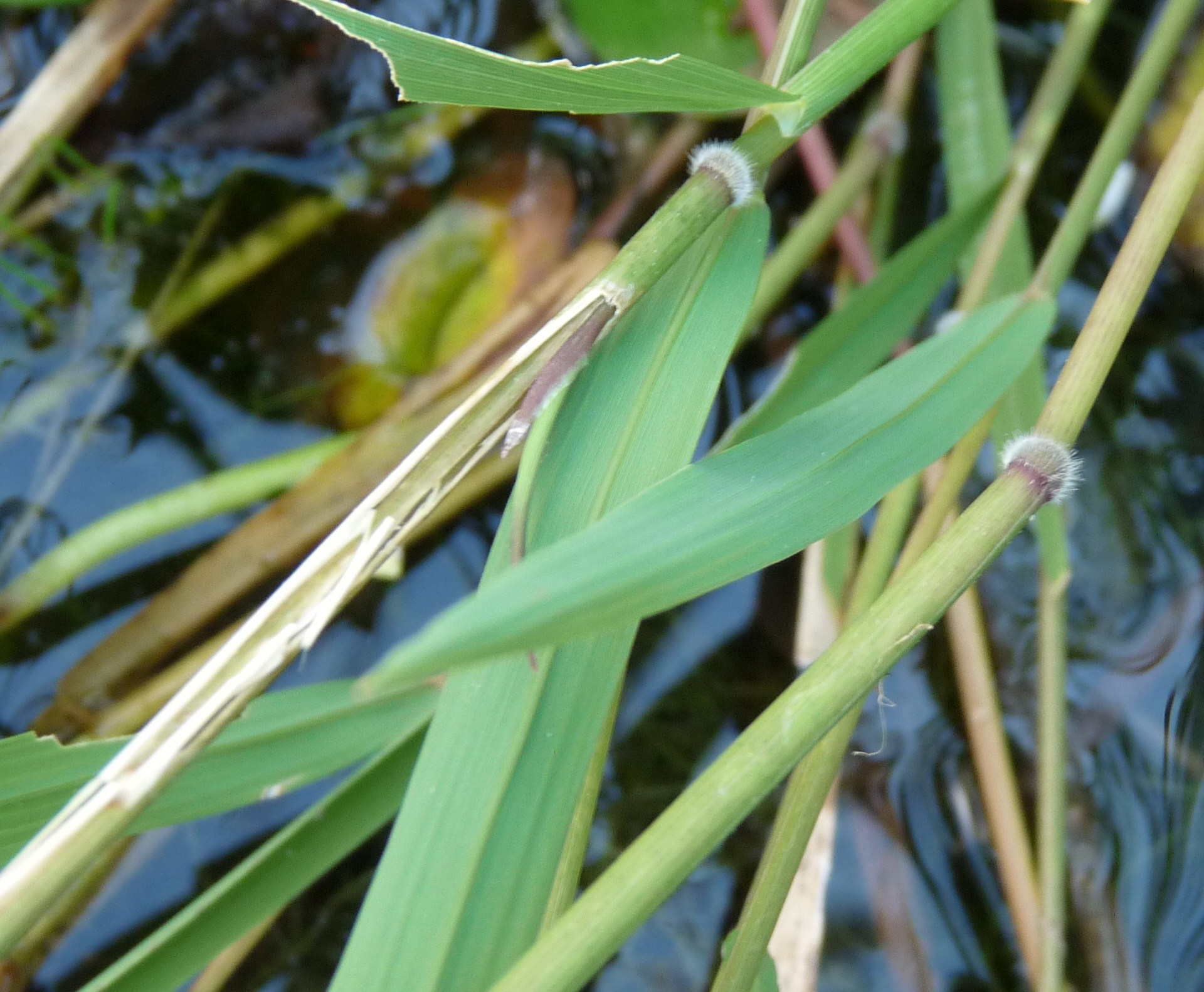